# Mirimiri acrodonta
Mirimiri acrodonta é uma espécie de morcego da família Pteropodidae. É endêmica de Fiji, onde é restrita à ilha de Taveuni. É a única espécie do gênero Mirimiri, recém-descrito por Helgen (2005), que era anteriormente incluído no gênero Pteralopex.